# Orgaansysteem
Een orgaansysteem of orgaanstelsel is een geheel van organen die samen een functioneel geheel vormen. Een orgaansysteem wordt meestal in zijn geheel bestudeerd of onderzocht.

## Rol van orgaanstelsels in de geneeskunde
Veel specialismen in de geneeskunde zijn toegespitst op een orgaanstelsel. Traditioneel worden ongeveer tien orgaanstelsels onderscheiden, maar deze indeling kan als arbitrair worden aangemerkt, aangezien veel organen in meerdere stelsels een functie hebben en de stelsels nooit onafhankelijk van elkaar kunnen werken.

### Latijnse namen
De menselijke orgaanstelsels hebben een officiële anatomische naam, zoals vastgelegd in de Terminologia Anatomica, een internationale standaard voor anatomische termen.
In Nederland en België worden de orgaanstelsels door medici echter vaak aangeduid met een meer informele Latijnse naam, beginnend met het woord tractus. Het onderdeel van de anamnese waarin de arts de patiënt screenende vragen stelt over alle orgaanstelsels, wordt tractusanamnese genoemd. 
| Orgaanstelsel         | Tractus               | Anatomische term            | Specialisme         | Specialist           | Embryogenese |
| --------------------- | --------------------- | --------------------------- | ------------------- | -------------------- | ------------ |
| Zintuigen             | -                     | Organa sensuum              | Otorinolaryngologie | Kno-arts of nko-arts | Ectoderm     |
| Zintuigen             | -                     | Organa sensuum              | Oftalmologie        | Oogarts              | Ectoderm     |
| Zenuwstelsel          | -                     | Systema nervosum            | Neurologie          | Neuroloog            | Ectoderm     |
| Endocrien systeem     | -                     | Glandulae endocrinae        | Endocrinologie      | Endocrinoloog        | Ectoderm     |
| Ademhalingsstelsel    | Tractus respiratorius | Systema respiratorium       | Pulmonologie        | Longarts             | Endoderm     |
| Maag-darmstelsel      | Tractus digestivus    | Systema digestorium         | Gastro-enterologie  | Gastro-enteroloog    | Endoderm     |
| Urogenitaal stelsel   | Tractus urogenitalis  | -                           | Urologie            | Uroloog              | Endoderm     |
| Voortplantingssysteem | Tractus genitalis     | Systemata genitalia         | Gynaecologie        | Gynaecoloog          | Mesoderm     |
| Bewegingsapparaat     | Tractus locomotorius  | Systemata musculoskeletalia | Orthopedie          | Orthopedist          | Mesoderm     |
| Hart en vaatstelsel   | Tractus circulatorius | Systema cardiovasculare     | Cardiologie         | Cardioloog           | Mesoderm     |
| Lymfevatenstelsel     | Tractus circulatorius | Systema cardiovasculare     | Cardiologie         | Cardioloog           | Mesoderm     |

skelet ·  spierstelsel ·  spijsverteringsstelsel ·  ademhalingsstelsel ·  borstholte ·  urinewegstelsel ·  voortplantingssysteem ·  endocrien systeem ·  hart en vaatstelsel ·  lymfevatenstelsel ·  zenuwstelsel ·  zintuigen ·  huid